# Svetodrev
Svetodrev je fantazijski roman, prva zgodba iz serije Legende iz gozda Tokara, ki jo je napisal Andrej Ivanuša. Izšla je leta 2011 pri Založniškem ateljeju Blodnjak iz Novega mesta (COBISS). 

## Vsebina
Na griču Sredine drevo raste v oblakov višave.

Drevesant mogočen, dvanajstero ima vej silnih,

korenine mu vidiš, premeriti mu ne moreš daljave.

Zrakobok sinji zaklanja njegova katedrala zelena.

Tempelj Sladostrastja svečenike Zemajskega plemena,

v čast-slavo Prastaršev visoko v krošnji Svetodreva

ob pričetku dvoletja že vse od Čuječega Časa, rojeva.

(Oda Svetodrevu)

Khazan (otroško ime Grig) iz Jolkmene na Jolkosu, sin Ghidosa in Murnije, čigar starševski tretjak je B'gakhon, prispe na začetku dvoletja z zračnim drsalcem na otok Tokareno, ki jo večinoma prekriva pragozd marnijskih drevesantov. Sredi njih kraljuje Svetodrev, sveto drevo Zemajsko. Pride na svete igre Svetodreva in na zaključni turnir Sladostrastja, kjer se pomerijo najboljši in najboljše izmed drakarjev, da izberejo tistega in tisto, ki smeta v templju Čuječega Časa visoko v krošnji Svetodreva izkazati čast strasti Prastaršev. Oče Urzemaj in mati Adazema sta se na Začetku Časa strastno ljubila in iz njiju je nastal ves rod drakarjev, ki naseljujejo planet Drakar. S tem obredom znova počastijo jajce Postoja, ki so ga legendarni bogovi zaplodili, da je iz njega nastalo vse, kar planet Drakar ponuja in seveda tudi planet sam kot takšen. Tukaj sreča Neona, graditelja legendarne govoreče lebdenice Bradagozd, in prijatelje, ki mu bodo omogočili, da opravi nalogo.
Njegov stric Ajarene je uzurpiral oblast in se je poročil s Khazanovo materjo Murnijo, da je upravičil svoj kraljevski položaj. Mladi princ Khazan se ob posmehu strica in dvorjanov zaveže, da bo iz legendarne dežele Marčis, ki leži onkraj pasatnih vetrov in jih ni še nihče premagal, v dokaz prinesel belo kožo severnega zavrskega velemedvedona. Stric mu ošabno zagotovi, da mu bo prestol spet prepustil, če bo res prinesel obljubljeno darilo. Khazan se prostovoljno vrne v pregnanstvo v vas Majaran pod vulkanom Velozas (kar v prevodu pomeni Špičasti) in v učilni spoštovanega mojstra Zermaja trdo trenira.
Stric Ajarene meni, da Khazanu naloga ne bo uspela, saj na oni strani pasatnih vetrov ni ničesar. A ne ve, da je mojster Zermaj prišel od tam. Za vsak primer se zavaruje in pošlje tretjaka M'gigakana, poveljnika svoje gardare, da nadzira mladega princa, sina njegovega brata Ghidosa, priljubljenega vladarja, ki je življenje izgubil v letu Velike lakote v žrelu demonozavra gulagonga, ko je skušal zagotoviti hrano za lačne podanike.